# Gérard Joseph
Gérard Joseph, detto Bobby (22 ottobre 1942), è un ex calciatore haitiano, di ruolo portiere.

## Carriera

### Club
In patria gioca tra le file del Racing Club Haïtien.
Durante il periodo di militanza con il Racing Club Haïtien, fece parte della spedizione haitiana ai Mondiali tedeschi del 1974.
Nel 1975 si trasferisce negli Stati Uniti, per giocare nei Washington Diplomats, club con cui giunse al terzo posto della Eastern Division della NASL 1975. L'anno seguente è tra le file del New York Apollo.

### Nazionale
Ha vestito la maglia di Haiti in due occasioni, partecipando con la sua Nazionale ai Mondiali tedeschi del 1974 come terzo portiere.
Il suo primo incontro in Nazionale è datato 7 dicembre 1973 nella sconfitta haitiana per 2-0 contro Cuba, mentre l'ultima presenza fu il 19 novembre seguente nella sconfitta dei Les Grenadiers per 1-0 contro l'El Salvador.

## Palmarès

### Nazionale
- Campionato CONCACAF: 1

1973